# Lista de deputados estaduais de Goiás da 6.ª legislatura
Essa é uma lista de deputados estaduais de Goiás eleitos para o período 1967-1971.

## Composição das bancadas
| Partido | Líder                       | Bancada | Posição  |
| ------- | --------------------------- | ------- | -------- |
| ARENA   | Adail Viana Santana         | 25 / 39 | Governo  |
| MDB     | Francisco Maranhão Japiassú | 14 / 39 | Oposição |

## Deputados estaduais
Estavam em jogo as 39 cadeiras da Assembleia Legislativa de Goiás, sendo que a ARENA conseguiu vinte e cinco vagas contra quatorze do MDB.
| Número | Deputados estaduais eleitos     | Partido | Votação | Percentual | Cidade onde nasceu          | Unidade federativa |
| 15.140 | Olímpio Jaime                   | MDB     | 12.965  |            | Pirenópolis                 | Goiás              |
| 15.871 | Iturival Nascimento             | MDB     | 8.676   |            | Rio Verde                   | Goiás              |
| 11.901 | Genésio de Barros               | ARENA   | 8.441   |            | Morrinhos                   | Goiás              |
| 15.840 | Francisco Maranhão Japiassu     | MDB     | 8.285   |            | Carolina                    | Maranhão           |
| 11.204 | Tércio Caldas                   | ARENA   | 8.237   |            | Itaberaí                    | Goiás              |
| 11.257 | Ataíde Rodrigues Borges         | ARENA   | 8.237   |            | Itumbiara                   | Goiás              |
| 11.450 | Leão di Ramos Caiado Filho      | ARENA   | 7.960   |            | Goiás                       | Goiás              |
| 11.297 | Brasílio Caiado                 | ARENA   | 7.875   |            | Goiás                       | Goiás              |
| 11.870 | Ursulino Leão                   | ARENA   | 7.846   |            | Crixás                      | Goiás              |
| 11.369 | Alcir Mendonça                  | ARENA   | 7.832   |            | Palmeiras de Goiás          | Goiás              |
| 11.971 | Ornelo Machado                  | ARENA   | 7.718   |            | Jaraguá                     | Goiás              |
| 15.632 | Lafaiete de Campos              | MDB     | 7.475   |            | Nossa Senhora do Livramento | Mato Grosso        |
| 11.131 | Altamir Mendonça                | ARENA   | 7.430   |            | Pirenópolis                 | Goiás              |
| 11.313 | Getúlio Vaz da Costa            | ARENA   | 6.965   |            | Inhumas                     | Goiás              |
| 15.752 | Brito Miranda                   | MDB     | 6.804   |            | Pedro Afonso                | Tocantins          |
| 11.658 | Oscar Sardinha Filho            | ARENA   | 6.605   |            | Tocantínia                  | Tocantins          |
| 15.699 | Edson Monteiro de Godoy         | MDB     | 6.382   |            | Santa Cruz de Goiás         | Goiás              |
| 11.151 | José Carneiro Vaz               | ARENA   | 6.374   |            | Ipameri                     | Goiás              |
| 11.943 | Raimundo Santana Amaral         | ARENA   | 6.227   |            | Uruaçu                      | Goiás              |
| 15.573 | Nigel Guido Spenciere           | MDB     | 6.264   |            | Goiás                       | Goiás              |
| 15.812 | Sebastião Augusto Barbosa Filho | MDB     | 6.234   |            | Itaberaí                    | Goiás              |
| 11.520 | Sidney Ferreira                 | ARENA   | 6.168   |            | Jataí                       | Goiás              |
| 15.436 | Eurico Barbosa dos Santos       | MDB     | 6.156   |            | Morrinhos                   | Goiás              |
| 11.986 | Elcival Caiado                  | ARENA   | 6.153   |            | Goiás                       | Goiás              |
| 11.284 | Darcy Gomes Marinho             | ARENA   | 6.082   |            | Carolina                    | Maranhão           |
| 11.547 | Adail Viana Santana             | ARENA   | 6.079   |            | Salvador                    | Bahia              |
| 15.156 | Adão Silva                      | MDB     | 5.842   |            | Nova Aurora                 | Goiás              |
| 11.387 | José de Assis                   | ARENA   | 5.800   |            | Mineiros                    | Goiás              |
| 11.260 | Osmar Xerxes Cabral             | ARENA   | 5.746   |            | Rio Verde                   | Goiás              |
| 11.469 | Manoel Mendonça                 | ARENA   | 5.609   |            | Hidrolândia                 | Goiás              |
| 11.738 | Jesus Meireles                  | ARENA   | 5.585   |            | Luziânia                    | Goiás              |
| 11.458 | Gilberto Santana Filho          | ARENA   | 5.543   |            | Piracanjuba                 | Goiás              |
| 11.339 | Hugo Ribeiro Parrode            | ARENA   | 5.507   |            | Anicuns                     | Goiás              |
| 15.108 | Gustavo Balduíno Santa Cruz     | MDB     | 5.389   |            | Posse                       | Goiás              |
| 11.329 | Issy Quinan                     | ARENA   | 5.277   |            | Anicuns                     | Goiás              |
| 15.641 | José Barbosa Reis               | MDB     | 5.196   |            | Pontalina                   | Goiás              |
| 11.652 | Olímpio Ferreira Sobrinho       | ARENA   | 5.060   |            | Anápolis                    | Goiás              |
| 15.342 | Manoel Luiz da Silva Brandão    | MDB     | 5.041   |            | Inhumas                     | Goiás              |
| 15.854 | José Avelino Rocha              | MDB     | 4.940   |            | Trindade                    | Goiás              |